# Weerbaarheidsafdeling

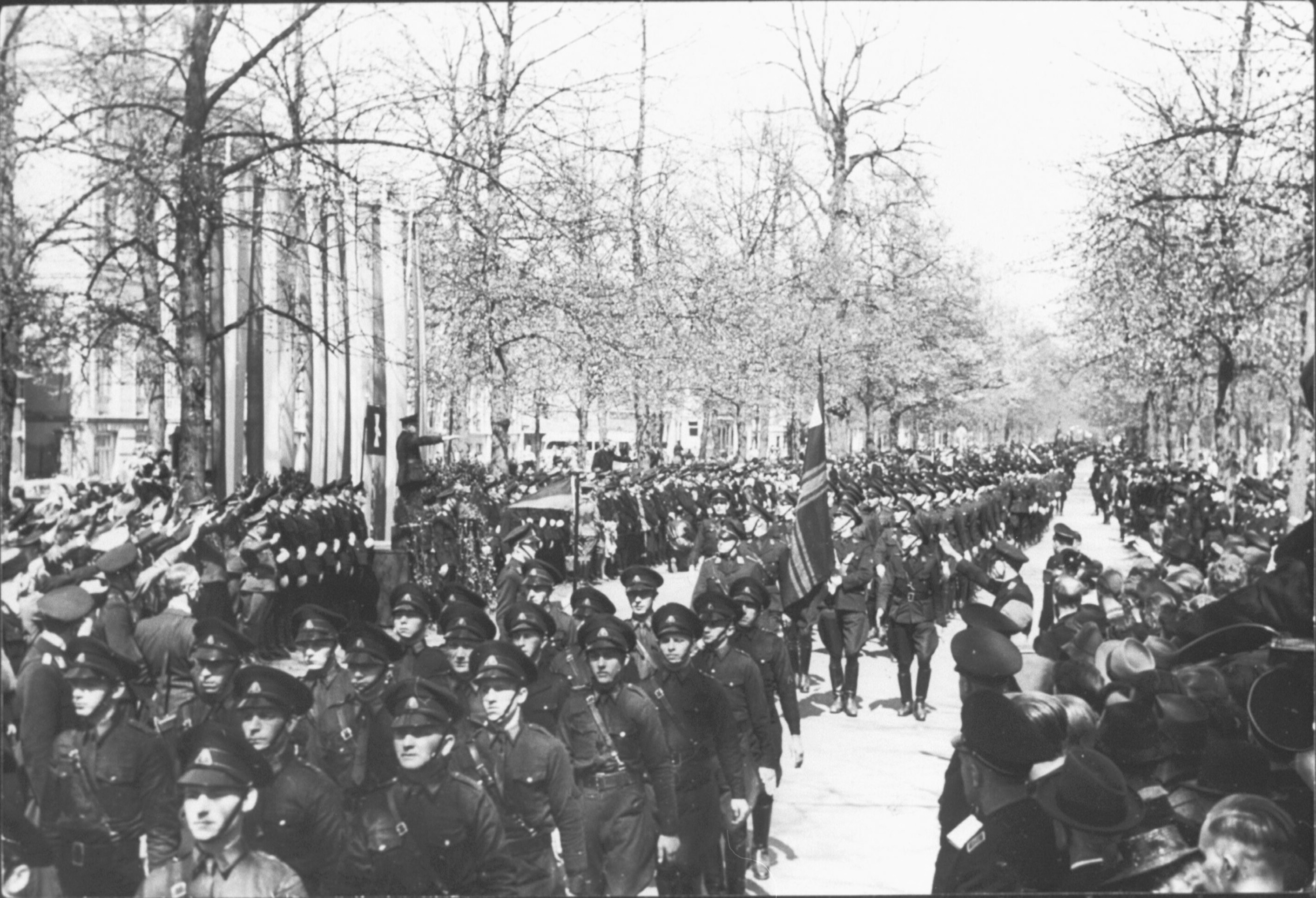
Marcha de la WA con motivo del cumpleaños de Anton Mussert, el 11 de mayo de 1941.

El Weerbaarheidsafdeling (WA; en español: Departamento de Resiliencia) fue el brazo paramilitar del Movimiento Nacionalsocialista en los Países Bajos (NSB), el partido político fascista que colaboró con los ocupantes alemanes de los Países Bajos durante la Segunda Guerra Mundial. La organización, aproximadamente equivalente a las SA alemanas, fue fundada en 1932 por Anton Mussert, cofundador del NSB en 1931 y su líder hasta el final de la guerra. Los miembros vestían y marchaban con uniformes negros y, por eso, se les llamaba "camisas negras". En 1933, el gobierno holandés prohibió el uso de uniformes (por parte de civiles) y la WA se disolvió en 1935 para evitar que el gobierno holandés la prohibiera. En 1940, después de la invasión alemana, la WA volvió a estar abiertamente activa y más despiadada que antes. Se especializaron en ataques violentos, particularmente contra la población judía holandesa.

## Ocupación
Después de la ocupación, la WA se utilizó de forma muy parecida a la de las SA, obligando a los propietarios de restaurantes y cafés a colocar carteles que decían Jooden niet gewenscht ("Los judíos no son bienvenidos") y acosando y provocando a los habitantes de los barrios con mayoría judía. Esto llevó a la formación de "knokploegen", milicias informales, y al estallido de luchas entre WA y los habitantes judíos y no judíos. El 9 de febrero de 1941 se produjeron disturbios en Rembrandtplein entre la WA y jóvenes judíos. El 11 de febrero, un grupo de 40 a 50 miembros de la WA marcharon por Ámsterdam hasta Waterlooplein, en el corazón del barrio judío. Esto llevó a una batalla campal con judíos y habitantes del Jordaan en la que Koot, miembro de la WA, resultó gravemente herido. Murió unos días después; fue enterrado con gran pompa y estilizado como un mártir, de forma muy parecida a Horst Wessel en la Alemania nazi. Los acontecimientos desembocaron en las primeras razias, deportaciones de judíos y la formación de un gueto en Ámsterdam, y de ahí a la huelga de febrero.

### Insignias de la WA del Distinctieven der Beweging

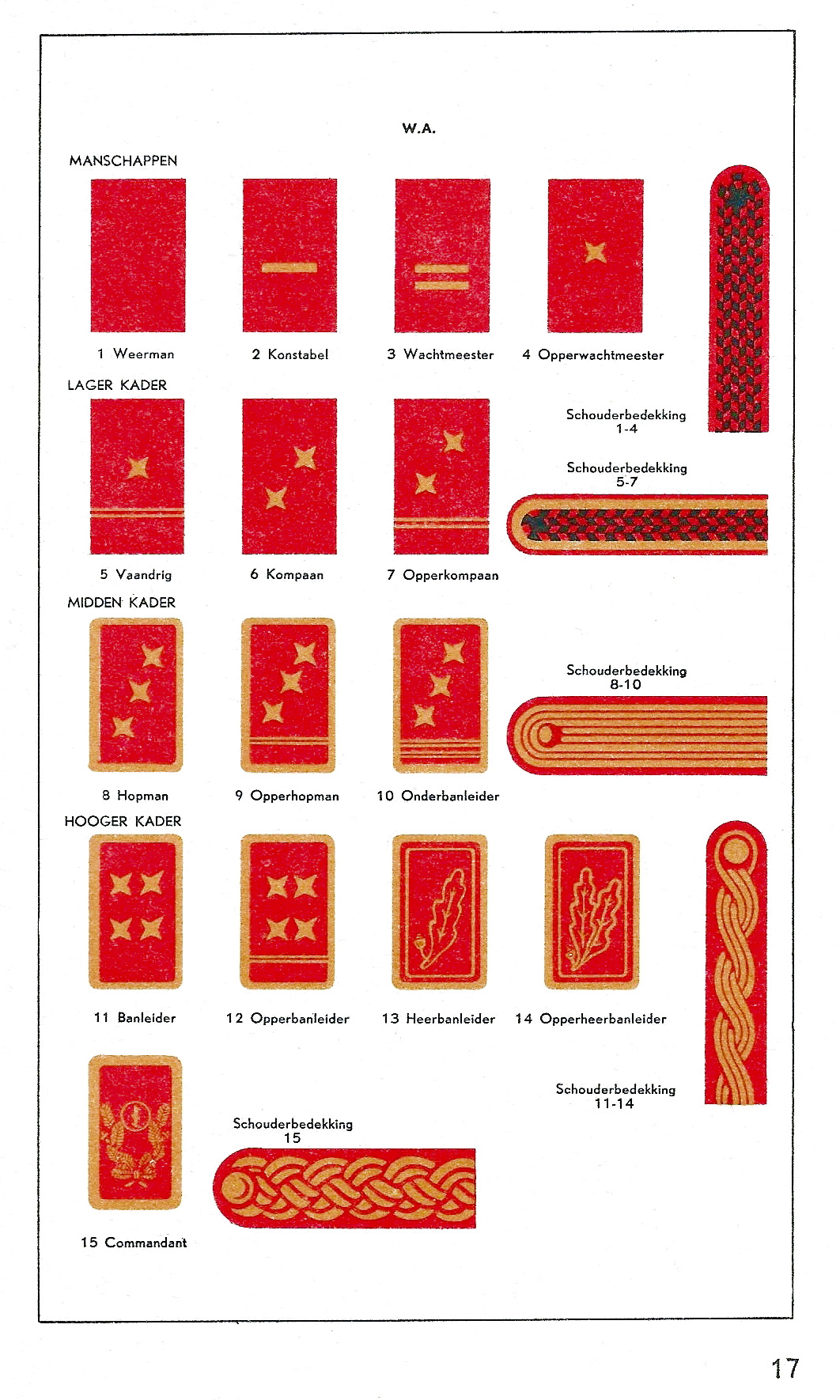
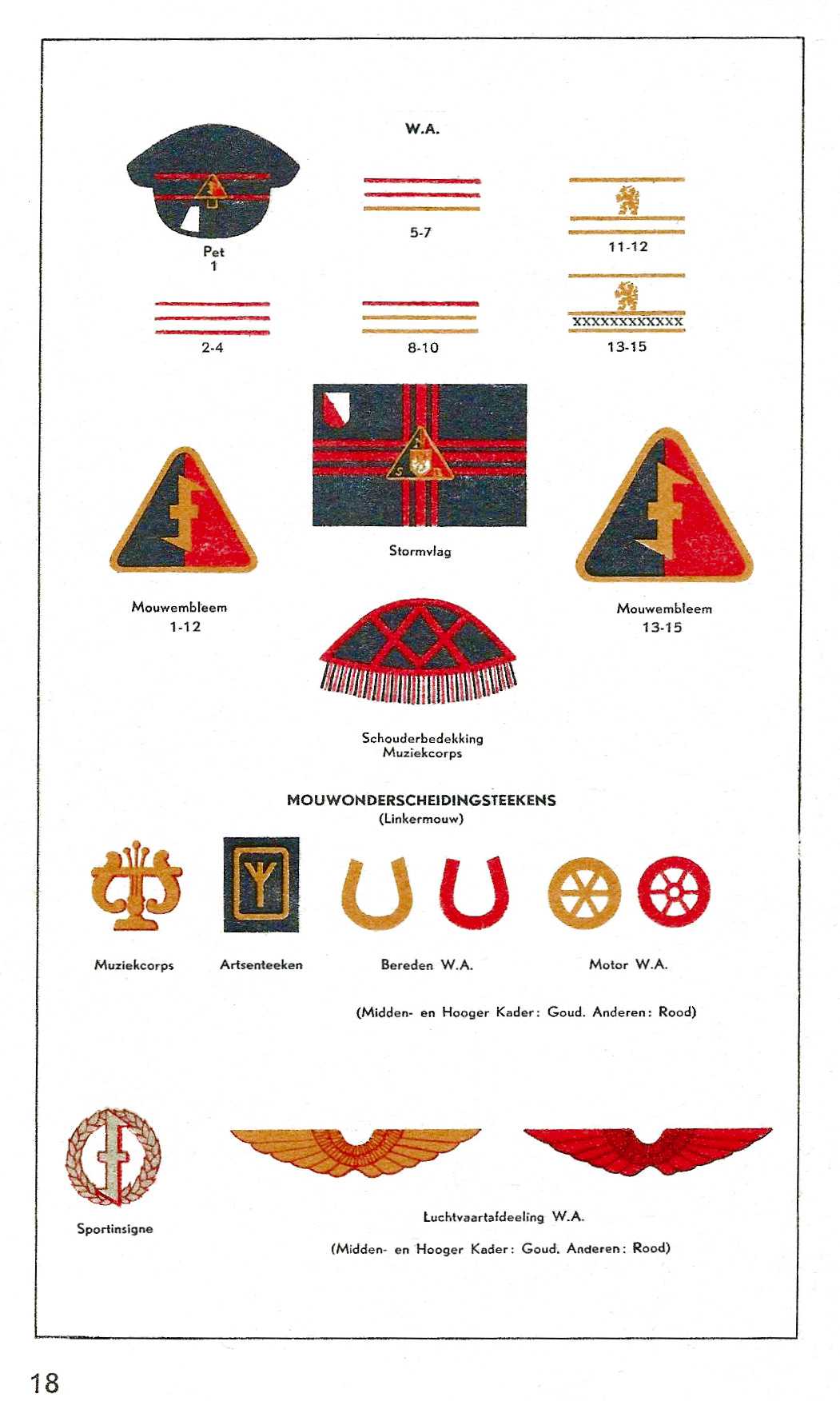
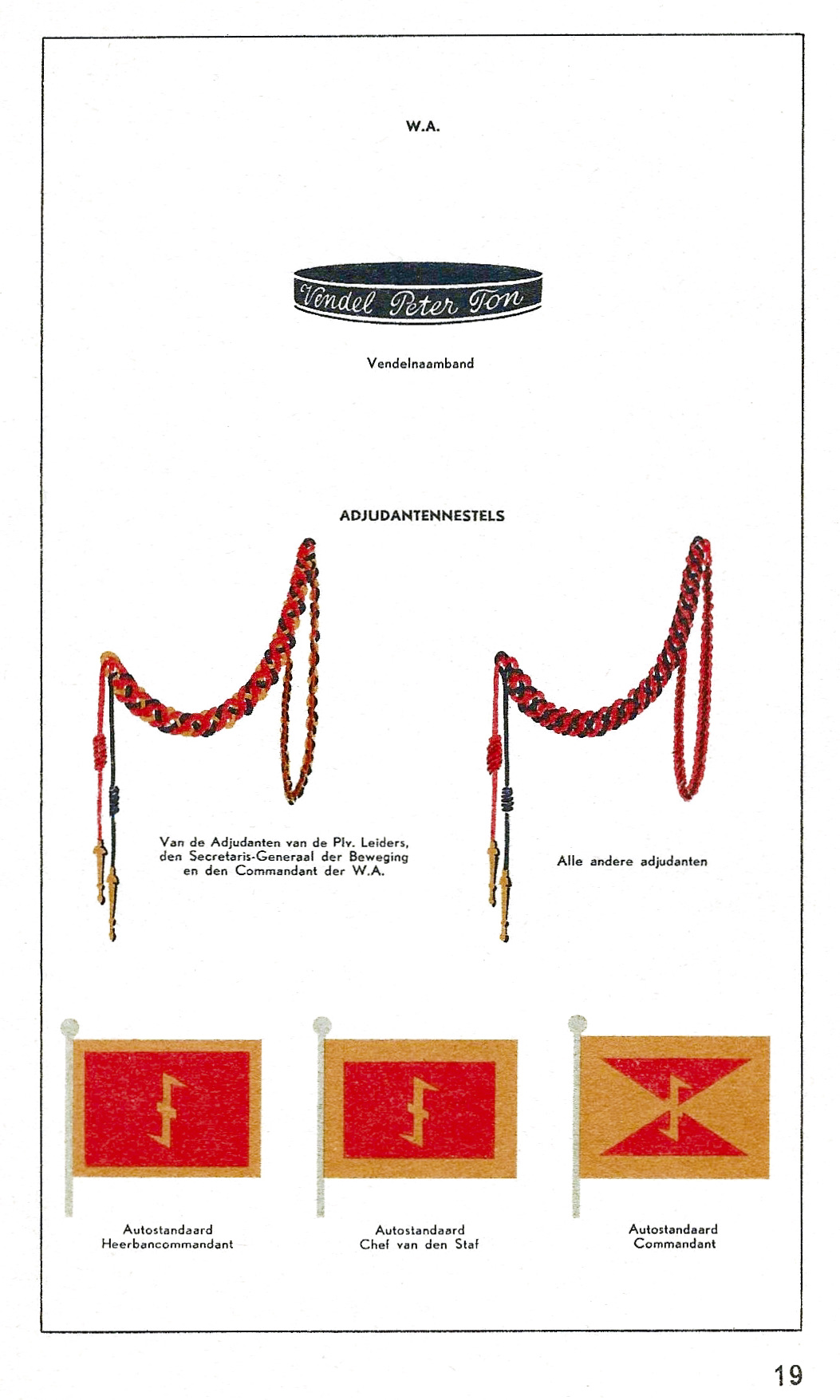

## Rangos e insignias
| Cuello  | Correas de hombro | Rangos             |
| ------- | ----------------- | ------------------ |
|         |                   |                    |
|         |                   | Commandant         |
|         |                   | Opperheerbanleider |
|         |                   | Heerbanleider      |
|         |                   | Opperbanleider     |
|         |                   | Banleider          |
|         |                   | Onderbanleider     |
|         |                   | Opperhopman        |
|         |                   | Hopman             |
|         |                   | Opperkompaan       |
|         |                   | Kompaan            |
|         |                   | Vaandrig           |
|         |                   | Opperwachtmeester  |
|         |                   | Wachtmeester       |
|         |                   | Konstabel          |
|         |                   | Weerman            |
| Fuente: |                   |                    |